# عزب الوقف بحري
عزب الوقف بحري، قرية تابعة للوحدة المحلية لقرية الجزيرة الخضراء، التابعة لمركز مطوبس بمحافظة كفر الشيخ في جمهورية مصر العربية.

## تاريخ
أنشئت القرية باسم عزب الوقف عام 1275 هـ/1858 م من أراضي خارج الزمام الشمالي لمركز فوه، وفي عام 1907 قُسمت إلى ناحيتين هما: عزب الوقف بحري وعزب الوقف قبلي. وكانت القرية تابعة لمركز فوه منذ إنشاءه عام 1896، ولكنها ضُمَّت إلى مركز مطوبس بعد اقتطاعه من مركز فوه عندما أنشئ عام 1976.

## السكان
حسب التعداد السكاني لعام 2006، بلغ إجمالي سكان عزب الوقف بحرى 19,056 نسمة، منهم 9,743 ذكر و9,313 أنثى.